# Pietro De Silva
Pietro De Silva, né le 28 décembre 1964  est un acteur italien.

## Filmographie

### Cinéma
- 1981 : Il minestrone : un autiste
- 1983 : Sing Sing : Glauco Coccia
- 1986 : Il Bi e il Ba : le fils du vendeur à Scasazza
- 1992 : Quando eravamo repressi
- 1993 : Le donne non voglione più
- 1995 : Croix et délices : Le « cobra »
- 1997 : Un amour de sorcière : le client italien
- 1997 : La vie est belle : Bartolomeo
- 1997 : Cartoni animati
- 1998 : La faremo tanto male : un policier
- 1998 : Kaos II
- 1999 : I fobici
- 2000 : Si fa presto a dire amore... : Benzinaio
- 2001 : Blek Giek : Focanera
- 2002 : Le Sourire de ma mère : Currzio Sandali
- 2002 : Bimba - È clonata una stella : le régisseur
- 2004 : À corps perdus : Alfredo
- 2004 : Il resto di niente : Guidobaldi
- 2006 : Libero : Domenico
- 2006 : All Human Rights for All : le professeur de biologie
- 2009 : Iago
- 2009 : Feisbum : Vincenzo Gemma
- 2009 : Amore 14 : Dario le père de Carolina
- 2010 : Henry : Rocco
- 2011 : Nessuno mi può giudicare
- 2011 : L'era legale : Tony Lenza
- 2013 : Una domenica notte
- 2013 : La terra e il vento
- 2014 : Una storia sbagliata
- 2014 : Di tutti i colori
- 2015 : Il Nostro Ultimo : Pierfrancesco
- 2016 : L'Âge d'or : Don Sandro

### Télévision
- 1982 : Delitto di stato : Il Bonfanino (3 épisodes)
- 1993 : Un commissaire à Rome (1 épisode)
- 2004 : Rome enquête criminelle (6 épisodes)
- 2007 : Boris : Gioacchino Panè (1 épisode)
- 2007 : Il capo dei capi : Boris Giuliano (6 épisodes)
- 2009 : I liceali : Dr Rizzo (4 épisodes)
- 2009 : La scelta di Laura : Massimo Edoardi (2 épisodes)
- 2009 : Il Mostro di Firenze : Pietro Fioravanti